# Droga krajowa B23 (Austria)
Droga krajowa B23 (Lahnsattel Straße)  - droga krajowa w Austrii. Arteria zaczyna się na skrzyżowaniu z Gutensteiner Straße i prowadzi w kierunku południowym przez przełęcz Lahhnsattel do Mürzzuschlag, gdzie kończy się na węźle z S6.